# Lilou Lluís Valette
Lilou Lluís Valette (* 28. Juli 2006) ist eine spanische Synchronschwimmerin.

## Erfolge
Lilou Lluís Valette gab 2023 beim Weltcup in Markham ihr internationales Debüt und erreichte dabei Rang zwei im freien Programm und Rang vier im technischen Programm der Soloroutine. Darüber hinaus belegte sie Rang zehn im technischen Programm des Duetts und Rang sechs im Akrobatik-Wettkampf mit der Mannschaft. Bei den Weltmeisterschaften 2024 in Doha belegte sie im Akrobatik-Wettkampf mit der Mannschaft den fünften und im technischen Programm des Mannschaftswettbewerbs den zweiten Platz. In Belgrad wurde sie im Juni 2024 im technischen Programm Europameisterin.
Bei den Olympischen Spielen 2024 in Paris gehörte Lluís Valette zum spanischen Aufgebot im Mannschaftswettkampf. Mit 287,1475 Punkten im technischen Teil und 346,4644 Punkten in der Kür erzielten die Spanierinnen jeweils das zweit- bzw. viertbeste Resultat aller startenden Mannschaften. 267,1200 Punkte im Akrobatik-Teil führten zu einer Gesamtwertung von 900,7319 Punkten, womit die Spanierinnen hinter der dominierenden chinesischen Mannschaft mit 996,1389 Punkten und den mit 914,3421 Punkten zweitplatzierten US-Amerikanerinnen den dritten Platz belegten. Neben Lluís Valette erhielten außerdem Marina García Polo, Txell Ferré Gaset, Meritxell Mas, Alisa Ozhogina, Paula Ramírez, Iris Tió und Blanca Toledano die Bronzemedaille.